# Rat bike
Een Rat Bike is een motorfiets, die minimaal wordt onderhouden, waardoor modder, pekel en roest vrij spel hebben.
De machine moet wel lopen en wordt voornamelijk gerepareerd met tape en ijzerdraad. Tijdens de Daytona Beach Bike Week is tijdens de Rat's Hole Custom Show een verkiezing van de "mooiste" Rat Bike. Hoewel een rat bike er bijzonder onderkomen uitziet met matzwarte lak en veelal "motorvreemde" objecten er op gebonden, is de techniek meestal perfect. De oplettende kijker ontdekt dan ook uitstekende banden, een perfect lopende motor, etc.